# Малява (Жешувский повет)
Малява (пол. Malawa) — расположенное на Закерзонье село в Польше, в гмине Красное Жешувского повета Подкарпатского воеводства. Население — 3171 человек (2011).

## История
Село упоминается в 1450 году р. как собственность Яна Пилецкого.
По налоговому реестру 1589 р. в качестве собственности Лигензов село входило в Перемышльскую землю Русского воеводства, в деревне было 20 и 3/4 лана (около 500 га) обрабатываемой земли, 2 корчмы, мельница, 10 загородников, 12 коморников без тяглового скота.
В 1772—1918 гг. село входило в Австрийскую империю. В то время в результате полутысячелетия латинизации и полонизации украинцы левобережного Надсанья оказались в меньшинстве. Украинцы-грекокатолики принадлежали к приходу Залесье Каньчугского деканата Перемышльской епархии. В последний раз они фиксируются в деревне в шематизме 1849 г. и в следующем шематизме (1868 г.) упоминание о Маляве уже отсутствует.
Согласно «Географическому словарю Королевства Польского» в 1884 году. Малява находилась в Ланцутском повете Королевства Галиции и Владимирии, было 1457 жителей, преимущественно — римо-католики, кроме 23 иудеев.
В межвоенный период село входило в гмину Слоцина Жешувского повета Львовского воеводства.
В 1975—1998 годах село принадлежало к Жешувскому воеводству.